# 팔용로
팔용로(Palyong-ro)는 창원시 마산회원구 양덕동에서 의창구 서상동을 잇는 창원시의 간선도로이다.

## 주요 경유지
- 양덕1동 행정복지센터 ~ 삼성창원병원 ~ 창신대학 ~ 팔룡사거리 ~ 팔용동 행정복지센터 ~ 창원여자중학교 ~ 의창사거리